# Bollo de mantequilla de cacahuete
Un bollo de mantequilla de cacahuete es un pastel chino presente en Hong Kong, así como en las panaderías de barrios chinos extranjeros. Está relleno de capas de mantequilla de cacahuete, a veces con un poco de azúcar espolvoreada en ellas para darle más sabor. A diferencia de otros bollos chinos, su forma varía de una panadería a otra.